# Route 8 (Ontario)
Pour les articles homonymes, voir Route 8.
La route 8 est une route provinciale de l'Ontario reliant Peters Corners à Goderich en passant entre autres par Cambridge, Kitchener, Stratford, Clinton et Goderich. Elle possède une longueur de 159 kilomètres si l'on ne compte pas sa petite section étant une route locale dans le centre-ville de Cambridge.

## Description du tracé
La route 8 commence à Peters Corners avec sa jonction avec la route 5. Elle se dirige ensuite vers le nord-ouest jusqu'à son entrée dans Cambridge où elle devient une route locale tout le long de sa traversée dans Cambridge, soit sur une longueur de 6 kilomètres. Elle croise ensuite l'autoroute 401 avant de redevenir une route provinciale, et même une autoroute. En effet, pendant 27 kilomètres, la 8 possède les caractéristiques d'une autoroute. Cette autoroute traverse l'agglomération Cambridge-Kitchener-Waterloo par le centre, passant tout près du centre-ville de Kitchener. Du centre-ville de Kitchener à Stratford, la 8 forme un multiplex avec la route 7. Après s'être détachée de la 7, la 8 prend vers le nord-ouest sur tout le reste de sa longueur en croisant la route 23 à Mitchell, la route 4 à Clinton ainsi que la route 21 à Goderich, terminus nord-ouest de la route 8. La route 8 se termine justement tout juste à l'est de Goderich sur une intersection en T.

## Intersections principales
| Route 8 |                 |                                                                                        | |
| ville | km              | intersection                                                                           | notes |
| Peters Corners | 0               | route 5 est                                                                            | début de la 8 |
| Cambridge | 24              | La route 8 devient une route locale sur 6 kilomètres dans le centre-ville de Cambridge | La route locale 8 croise la route 24 dans Cambridge |
| Cambridge | 24 (sortie 1*)  | A-401 est - Toronto                                                                    | Début de l'autoroute à 4 voies divisées; du centre-ville de Cambridge, la route 8 en tant qu'autoroute ne se prend pas directement. Il faut continuer environ 3 kilomètres de plus sur la route locale 8 (King St.) pour prendre la bretelle vers la route 8 ouest. Il en va de même de l'autoroute 401 est (la sortie est incomplète sur l'autoroute) |
| Kitchener | 26 (sortie 2*)  | Sportswood St. (route locale 38)                                                       | échangeur |
| Kitchener | 27 (sortie 3*)  | King St. (route locale 8 sud); vers 8 et A-401 ouest - Cambridge, London, Windsor      | entrée ouest et sortie est seulement |
| Kitchener | 30 (sortie 6*)  | Fairway Rd. (route locale 53)                                                          | |
| Kitchener | 32 (sortie 8*)  | route 7 est; King St. (route locale 15 & 64) - Kitchener centre-ville, Waterloo        | échangeur autoroutier complet; sortie incomplète depuis King St. |
| Kitchener | 33 (sortie 9*)  | Courtland Ave. (route locale 53)                                                       | |
| Kitchener | 34 (sortie 10*) | Homer Watson Blvd. (route locale 28)                                                   | |
| Kitchener | 36 (sortie 12*) | Fischer-Hallman Rd. (route locale 58)                                                  | |
| Mannheim | 38 (sortie 14*) | Ira Needles Blvd.; Trussler Rd. (route locale 70)                                      | |
| Petersburg | 40 (sortie 16*) | Notre Dame Dr. (route locale 12)                                                       | |
| Baden | 43 (sortie 19*) | Foundry St. (route locale 51)                                                          | |
| Fin de l'autoroute; Début de la route rurale (2 voies) |                 |                                                                                        | |
| Stratford | 71              | Route 7 ouest - London                                                                 | Fin du multiplex avec la 7 |
| Mitchell | 94              | Route 23                                                                               | |
| Clinton | 134             | Route 4 sud - London                                                                   | |
| Goderich | 153             | Route 21 - Sarnia, Owen Sound                                                          | Fin de la 8; intersection en T |
| Bleu= Échangeur (autoroute) / Vert=Multiplex / *= sortie non indiquée (numérotée en fonction du nombre de kilomètres depuis le début de l'autoroute (approximatif)) |                 |                                                                                        | |